# Friedrich Wilhelm Langbein
Friedrich Wilhelm Langbein (* 19. November 1870 in Sulzbach am Kocher; † 5. März 1954 in Pfullingen) war ein deutscher Mediziner und Standespolitiker.

## Leben
Während seines Studiums wurde Langbein im Sommersemester 1889 Mitglied der Burschenschaft Germania Tübingen.
Langbein wurde 1926 erster Präsident der württembergischen Ärztekammer, erster Präsident des im November 1945 gebildeten Ärztekammer-Ausschusses Württemberg-Süd und von 1946 bis 1949 Präsident der Ärztekammer Württemberg-Hohenzollern. Er war außerdem praktischer Arzt in Pfullingen.

## Bedeutung
Langbein setzte sich für die Alters- und Invaliditätsversorgung der Ärzte und für die Versorgung von Arztwitwen und -waisen ein.
Seine Ideen führten 1921 zur Gründung einer Versorgungskasse durch den Württembergischen Ärzteverband. Nach der Konstituierung der Württembergischen Ärztekammer als öffentliche Körperschaft 1926 wurde er Vorsitzender (Präsident) dieses 1924 gegründeten Verbandes. Die 1921 gegründete Versorgungskasse wurde 1928 von der Württembergischen Ärztekammer als Friedrich-Langbein-Kasse fortgeführt. 1933 wurde die Württembergische Ärztekammer aufgelöst. Langbein zog sich daraufhin auf seine Praxis zurück.
Nach dem Krieg setzte er sich im hohen Alter für eine Neukonstitution der Standesvertretung ein. 1946–1949 war er erster Nachkriegspräsident der Ärztekammer Süd-Württemberg und Württemberg-Hohenzollerns, 1950 Sachverständiger im Sonderausschuss des Landtages von Württemberg-Hohenzollern zur Erarbeitung eines Gesetzesentwurfes zur Versorgung der Heilberufe. Das Gesetz führte zur Gründung der Versorgungsanstalt der Ärzte, Zahnärzte und Tierärzte in Württemberg-Hohenzollern, an deren Satzung Langbein maßgebend mitwirkte. Die Einrichtung mit Sitz in Tübingen wurde 1961 auf Baden-Württemberg ausgedehnt.

## Ehrungen
- Ehrensenator der Universität Tübingen
- Ehrenpräsident der Deutschen Ärzteschaft
- Ehrenpräsident der Ärztekammer Südwürttemberg-Hohenzollern
- Ehrenbürger von Sulzbach